# 藍瑞
藍瑞（？—？年），字伯麟，河南南阳卫邓州前所軍籍。明朝政治人物。

## 生平
正德八年（1513年）癸酉科河南乡试舉人，九年（1514年）联捷甲戌科三甲第235名進士，授青州府推官，擢升南京刑部主事，升郎中，出为漢中府知府。嘉靖八年十二月，陕西巡按御史王仪劾奏汉中府知府蓝瑞酷刑，多次以小故笞人至死，诏锦衣卫官校将藍瑞逮捕至京讯问。

## 著作
所著有《日省稿》、《求仁录》、《名言録》、《湍南稿》藏于家。

## 家族
子藍仪，由岁贡仕济南府教授。